# جین اسمارت
جین ای. اسمارت (به انگلیسی: Jean E. Smart) (زاده ۱۳ سپتامبر ۱۹۵۱) بازیگر آمریکایی است.

## زندگی هنری

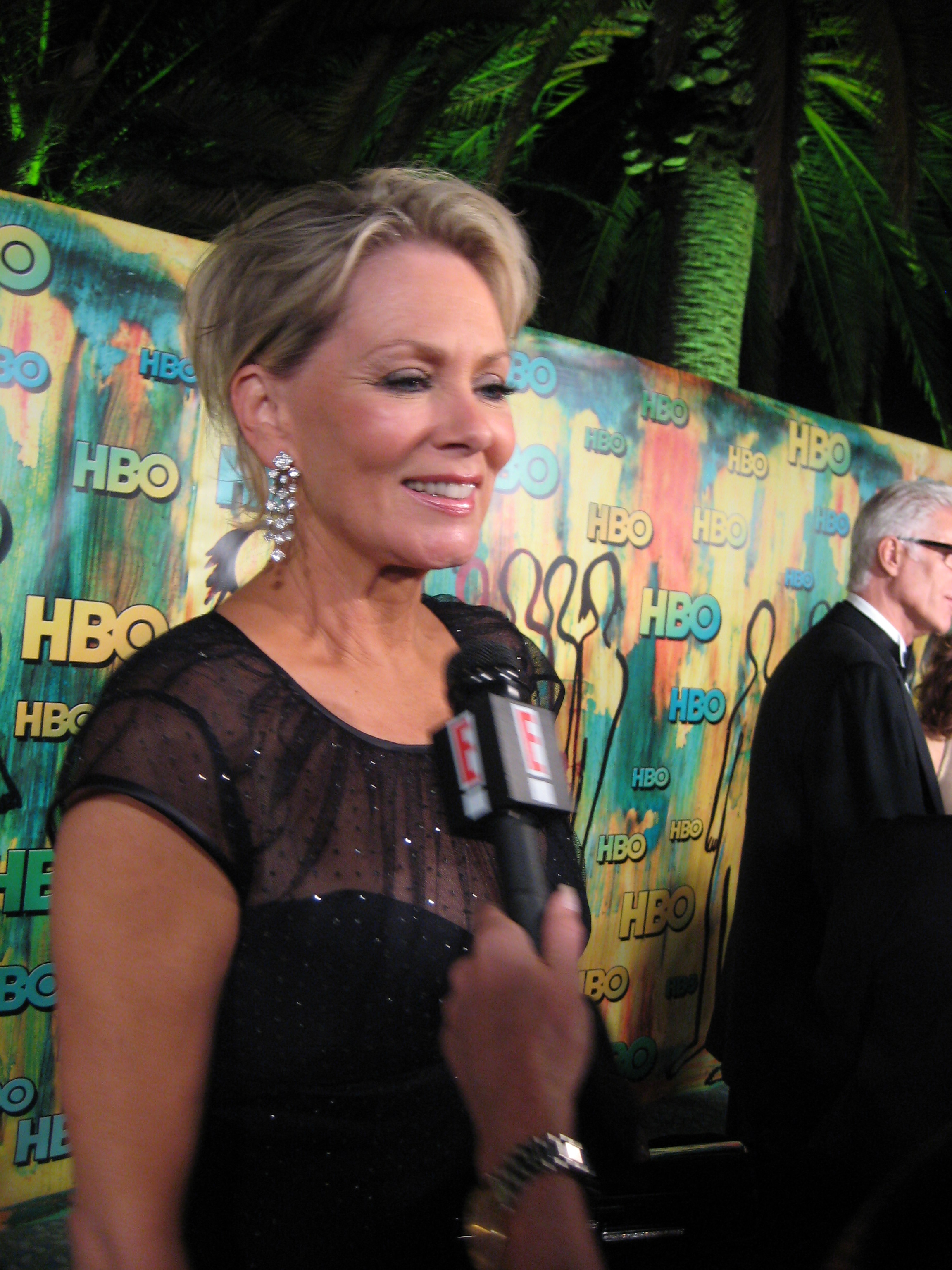
جین اسمارت

او در ابتدا در طنزهای تلویزیونی شبکه سی‌بی‌اس (شبکه) به فعالیت می‌پرداخت اما پس از مدتی به بازی درام نیز پرداخت و با بازی در مجموعه تلویزیونی ۲۴ در نقش مارتا لوگان ثابت کرد که در سبک درام تخصص بالایی دارد.
از فیلم‌های معروف او می‌توان به بازی در قلب من هاکبی، بچه، به سوی خانه، بری ماندی، پروژه ایکس، روز برفی، گوئین‌اور و پایین آوردن خانه اشاره کرد.

## زندگی شخصی
جین اسمارت در سیاتل، واشینگتن، ایالت واشینگتن دیده به جهان گشود، مادرش یک معلم بود، او فرزند دوم خانواده بوده است او عضو دانشگاه واشینگتن نیز است،
اسمارت در سال ۱۹۸۷ با یک بازیگر آمریکایی به نام ریچارد گیلیلند ازدواج کرده و هم‌اکنون دارای ۲ فرزند هستند.